# NGC 2930
NGC 2930 (również PGC 27404) – galaktyka spiralna (Scd? pec), znajdująca się w gwiazdozbiorze Lwa. Odkrył ją Heinrich Louis d’Arrest 21 lutego 1863 roku.
W galaktyce tej zaobserwowano supernową SN 2005M.